# David Marks
David Lee Marks (Hawthorne, 22 agosto 1948) è un musicista e cantautore statunitense, conosciuto principalmente per essere stato, dal febbraio 1962 all'ottobre 1963, membro del gruppo musicale The Beach Boys.

Marks entrò a far parte del gruppo all'età di 13 anni, quando la band firmò per la Capitol Records il 16 luglio del 1962. Marks, che sostituì temporaneamente l'uscente Al Jardine, partecipò ai primi quattro album dei Beach Boys, suonando la chitarra ritmica e cantando nelle armonie vocali. Al ritorno di Jardine nel gruppo, lasciò la band. È rientrato due volte nei Beach Boys, nel periodo 1998-99, e in occasione della reunion del 2011-12.

## Discografia

### Solista
- Work Tapes (1992 - pubblicato nel 2000)
- Something Funny Goin' On (2003) Quiver Records
- The Marks-Clifford Band "Live At The Blue Dolphin '77" (2006)
- I Think About You Often (2006) Quiver Records
- The Lost Years : Limited Edition (album triplo) (2008) Quiver Records
- The Marksmen : The Ultimate Collectors Edition (2008) Quiver Records

### Con i Beach Boys
- Surfin' Safari (1962)
- Surfin' U.S.A. (1963)
- Surfer Girl (1963)
- Little Deuce Coupe (1963)
- That's Why God Made the Radio (2012)
- Live – The 50th Anniversary Tour (2013)

### Altre apparizioni
- A Postcard from California (Al Jardine, 2010)
- No Pier Pressure (Brian Wilson, 2015)